# Pièce britannique décimale de cinquante pence
La pièce de 50 pence est une pièce de monnaie en circulation au Royaume-Uni. Elle vaut une moitié de livre sterling (0,50 £). Elle a été introduite en 1969, en prévision de la décimalisation du système monétaire britannique survenue le 15 février 1971.

## Caractéristiques
La pièce mesure 27,3 mm de diamètre pour 1,78 mm d'épaisseur. Elle pèse 8 g. Elle n'est pas parfaitement ronde, mais en forme d'heptagone aux bords légèrement arrondis. Contrairement aux pièces de 5 et 10 pence, elle est toujours frappée en cupronickel.
La pièce originale mesure 30 mm de diamètre pour une masse de 13,5 g. Elle a été remplacée par l'actuelle en septembre 1997 et l'ancienne a été démonétisée l'année suivante.

## Dessin

Revers original (avant 2008).

Depuis 1982, l'avers de la pièce représente le profil de la reine Élisabeth II, tourné vers la droite et entouré de l'inscription elizabeth ii d g reg f d, soit « Elizabeth II dei gratia regina fidei defensor » (« Élisabeth II, par la grâce de Dieu reine et défenseur de la foi »). Jusqu'en 1984, il s'agit du dessin d'Arnold Machin, sur lequel la reine porte la tiare « Girls of Great Britain and Ireland ». Il est remplacé en 1985 par un dessin de Raphael Maklouf sur lequel la reine porte le diadème d'État de Georges IV. Ce dessin est à son tour remplacé par celui de Ian Rank-Broadley (en) en 1998. La reine y porte de nouveau la tiare « Girls of Great Britain and Ireland ».
Le revers original, dessiné par Christopher Ironside, représente Britannia assise à côté d'un lion. Il est remplacé en 2008 par une partie des armoiries royales, suivant le modèle conçu par Matthew Dent. Il est nécessaire de réunir les six pièces de 1 penny à 50 pence pour former les armoiries complètes.

## Frappes commémoratives
Plusieurs frappes commémoratives de la pièce de 50 pence ont été produites, avec des revers différents.
| Année     | Événement                                                                                       | Description                                                                       | Concepteur                     |
| --------- | ----------------------------------------------------------------------------------------------- | --------------------------------------------------------------------------------- | ------------------------------ |
| 1973      | Adhésion du Royaume-Uni à la Communauté économique européenne                                   | Un cercle de neuf mains représentant les neuf pays de la CEE.                     | David Wynne                    |
| 1992-1993 | Présidence britannique du Conseil des Communautés européennes Marché unique                     | Une table portant douze étoiles et entourée de douze chaises.                     | Mary Milner Dickens            |
| 1994      | 50e anniversaire du Débarquement de Normandie                                                   | Des avions et navires alliés s'éloignant vers l'horizon.                          | John Mills                     |
| 1998      | Présidence britannique du Conseil de l'Union européenne 25e anniversaire de l'adhésion à la CEE | Les douze étoiles de l'Europe.                                                    | John Mills                     |
| 1998      | 50e anniversaire du National Health Service                                                     | Deux mains entourant des lignes rayonnantes.                                      | David Cornell                  |
| 2000      | 150e anniversaire du Public Libraries Act 1850                                                  | Un livre ouvert posé sur le toit d'une bibliothèque classique.                    | Mary Milner Dickens            |
| 2003      | 100e anniversaire de la Women's Social and Political Union                                      | Une suffragette enchaînée à des grilles.                                          | Mary Milner Dickens            |
| 2004      | 50e anniversaire du four-minute mile (en) de Roger Bannister                                    | Les jambes d'un athlète devant un chronomètre.                                    | James Butler                   |
| 2005      | 250e anniversaire du Dictionary of the English Language                                         | Des extraits des entrées « fifty » et « pence » du dictionnaire.                  | Tom Phillips                   |
| 2006      | 150e anniversaire de la Victoria Cross                                                          | Les deux faces de la médaille.                                                    | Claire Aldridge                |
| 2006      | 150e anniversaire de la Victoria Cross                                                          | Un soldat portant un camarade blessé.                                             | Clive Duncan                   |
| 2007      | 100e anniversaire du mouvement scout                                                            | Une fleur de lys sur un globe.                                                    | Kerry Jones                    |
| 2009      | 250e anniversaire des Jardins botaniques royaux de Kew                                          | La pagode des jardins entourée d'une plante grimpante stylisée.                   | Christopher Le Brun            |
| 2010      | 100e anniversaire de Girlguiding (en)                                                           | Six trèfles (emblème de l'association) arrangés en hexagone.                      | Jonathan Evans et Donna Hainan |
| 2011      | 50e anniversaire du WWF                                                                         | Cinquante espèces animales et végétales.                                          | Matthew Dent                   |
| 2011      | Jeux olympiques d'été de 2012 Jeux paralympiques d'été de 2012                                  | 29 pièces représentant 29 sports différents.                                      | 29                             |
| 2013      | 100e anniversaire de Christopher Ironside                                                       | Le dessin des armoiries royales du Royaume-Uni par Ironside.                      | Christopher Ironside           |
| 2013      | 100e anniversaire de Benjamin Britten                                                           | Le nom du compositeur sur deux portées musicales.                                 | Tom Phillips                   |
| 2014      | Jeux du Commonwealth de 2014                                                                    | Un cycliste et une athlète sur le drapeau de l'Écosse.                            | Alex Loudon avec Dan Flashman  |
| 2015      | 75e anniversaire de la Bataille d'Angleterre                                                    | Des pilotes courant à leurs avions avec des autres avions volant au-dessus.       | Gary Breeze                    |
| 2016      | 950e anniversaire de la Bataille d'Hastings                                                     | Le roi Harold frappé à l'œil par une flèche, détaille de la Tapisserie de Bayeux. | John Bergdahl                  |
| 2016      | 150e anniversaire de Beatrix Potter                                                             | Portrait de Beatrix Potter avec Pierre Lapin.                                     | Emma Noble                     |
| 2016      | 150e anniversaire de Beatrix Potter                                                             | Pierre Lapin.                                                                     | Emma Noble                     |
| 2016      | 150e anniversaire de Beatrix Potter                                                             | Mme Piquedru la blanchisseuse.                                                    | Emma Noble                     |
| 2016      | 150e anniversaire de Beatrix Potter                                                             | Noisette l'écureuil.                                                              | Emma Noble                     |
| 2016      | 150e anniversaire de Beatrix Potter                                                             | Sophie Canétang.                                                                  | Emma Noble                     |